# يورغن تريتين
يورغن تريتين (بالألمانية: Jürgen Trittin)‏ (مواليد 25 تموز 1954) سياسي ألماني في حزب الخضر. شغل منصب وزير البيئة، الحفاظ على الطبيعة والسلامة النووية من 1998 إلى 2005.

## روابط خارجية
- يورغن تريتين على موقع IMDb (الإنجليزية)
- يورغن تريتين على موقع مونزينجر (الألمانية)
- يورغن تريتين على موقع ميوزك برينز (الإنجليزية)

- الوزارة الاتحادية للبيئة، حماية الطبيعة وسلامة المفاعلات
- الصفحة الرئيسية الشخصية ليورغن تريتين (الألمانية)